# Tarnobrzeska Dolina Wisły
Tarnobrzeska Dolina Wisły este o arie protejată (sit de importanță comunitară — SCI) din Polonia întinsă pe o suprafață de 4.059,69 ha, integral pe uscat.

## Localizare
Centrul sitului Tarnobrzeska Dolina Wisły este situat la coordonatele 50°33′27″N 21°38′06″E / 50.5576°N 21.6351°E.

## Înființare
Situl Tarnobrzeska Dolina Wisły a fost declarat sit de importanță comunitară în octombrie 2009 pentru a proteja 10 specii de animale.

## Biodiversitate
Situată în ecoregiunea continentală, aria protejată conține 7 habitate naturale: Lacuri eutrofice naturale cu vegetație de tip Magnopotamion sau Hydrocharition, Cursuri de apă de la nivel de câmpie la nivel montan, cu vegetație Ranunculion fluitantis și Callitricho-Batrachion, Râuri cu maluri nămoloase cu vegetație de Chenopodion rubri p.p. și Bidention p.p., Liziere de ierburi înalte hidrofile de câmpie și de nivel montan până la alpin, Pajiști aluvionare inundabile, de Cnidion dubii, Fânețe de joasă altitudine (Alopecurus pratensis, Sanguisorba officinalis), Păduri aluvionare cu Alnus glutinosa și Fraxinus excelsior (Alno-Padion, Alnion incanae, Salicion albae).
La baza desemnării sitului se află mai multe specii protejate:
- amfibieni (2): buhai de baltă cu burta roșie (Bombina bombina), triton cu creastă (Triturus cristatus)
- mamifere (2): castor (Castor fiber), vidră de râu (Lutra lutra)
- nevertebrate (2): fluturele purpuriu (Lycaena dispar), Phengaris nausithous
- pești (4): avat (Aspius aspius), țipar (Misgurnus fossilis), boarță (Rhodeus amarus), porcușor de nisip (Romanogobio kesslerii)